# Robert de Pontigny

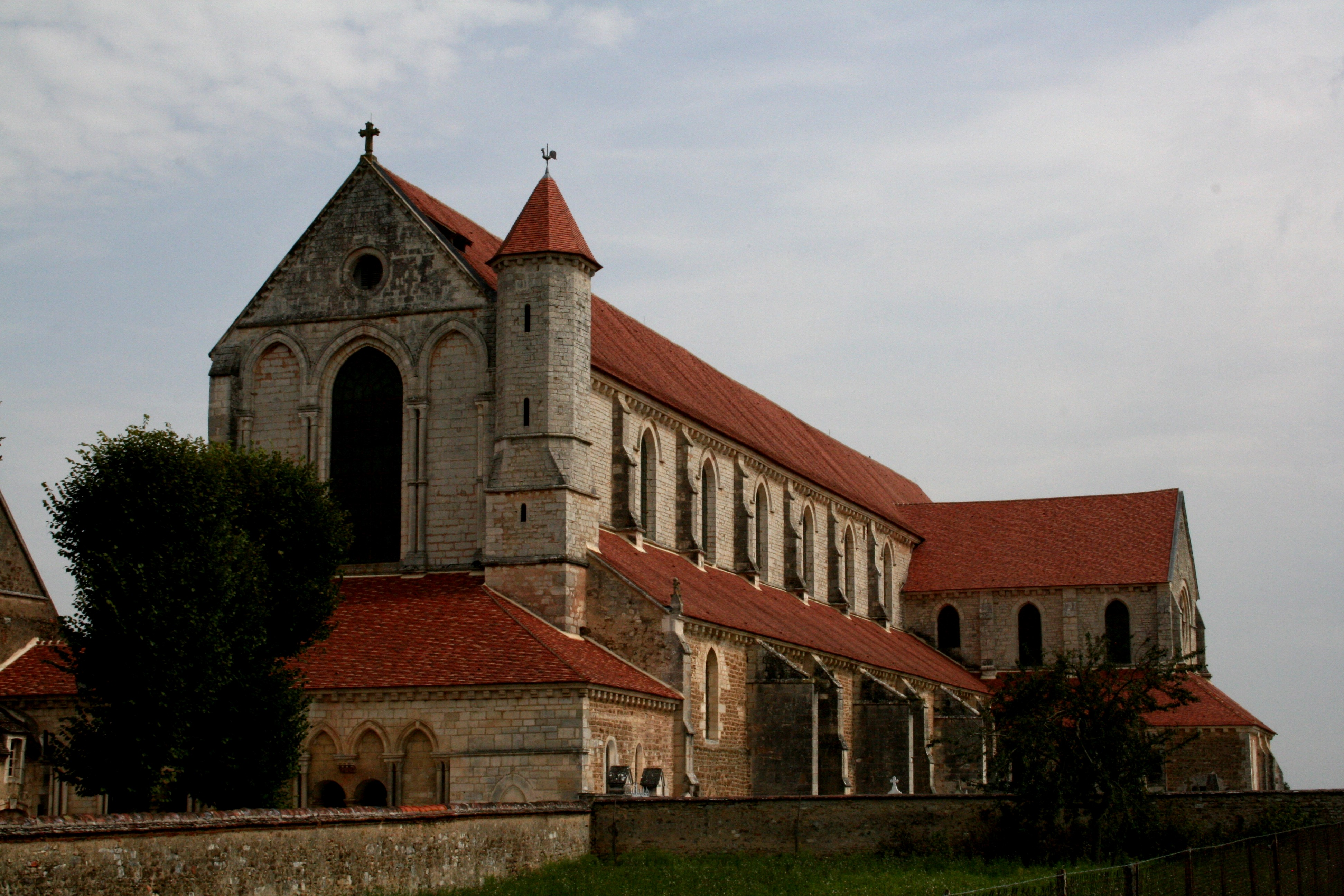
Die Primarabtei Pontigny, monastische Heimat des späteren Kardinals

Robert de Pontigny SOCist (* im 13. Jahrhundert; † 9. Oktober 1305 in Parma) war ein Kardinal der katholischen Kirche.
In Frankreich geboren, trat er in den Orden der Zisterzienser ein, erwarb einen Doktor der Theologie und wurde 1285 zum Abt von Pontigny gewählt. Im Jahr 1293 wählte man ihn zum Abt der Mutterabtei Citeaux und damit zum Generalabt seines Ordens.
Papst Coelestin V. erhob ihn am 18. September 1294 zum Kardinalpriester von S. Pudenziana. Vom 3. Januar 1298 bis 1305 war Robert Kämmerer des Heiligen Kardinalskollegiums, zudem war er Legat in Frankreich.